# Gaagandhoo (Alif Alif)
Pour les articles homonymes, voir Gaagandhoo.
Gaagandhoo est une petite île inhabitée des Maldives. 

## Géographie
Gaagandhoo est située dans le centre des Maldives, au Nord-Est de l'atoll Ari, dans la subdivision de Alif Alif. 